# Colin McRae Rally 2.0
Colin McRae Rally 2.0 è un simulatore di guida rallistico, sviluppato e pubblicato da Codemasters nel 2000 per PlayStation e Microsoft Windows e nel 2002 per Game Boy Advance. Il gioco è basato sulla stagione 2000 del campionato WRC.
È il seguito di Colin McRae Rally e fa parte dell'omonima serie.
Nella copertina del gioco è raffigurata la Ford Focus WRC 2000 guidata da Colin McRae.

## Introduzione - I protagonisti
Colin McRae è forse il più popolare ed entusiasmante pilota sulla scena attuale del rally mondiale. Nel 1995 il trentunenne scozzese è diventato il più giovane campione mondiale di questo sport e vanta una carriera ricca di successi lunga 8 anni, durante i quali ha collaborato con il team Subaru Prodrive.
Ad Oggi, può vantare 19 vittorie nel Campionato Mondiale Rally, due delle quali ottenute con la macchina che guida attualmente, una Ford Focus WRC da più di un miliardo di lire. Il suo stile di guida, aggressivo al massimo, gli ha fatto guadagnare il soprannome di "Scozzese volante".
Il copilota Nicky Grist, l'uomo cui appartiene la voce udibile nella versione inglese del gioco, si è unito a Colin McRae nel 1997, dando vita ad un'accoppiata formidabile che ha guadagnato ben 11 vittorie. Il trentottenne gallese ha debuttato nel WRC al RAC Rally del 1985 15 vittorie, in tandem con alcuni dei migliori piloti.

## Auto
- Ford Focus WRC
- Mitsubishi Lancer
- Toyota Corolla WRC
- Subaru Impreza WRC
- Peugeot 206 WRC
- SEAT Córdoba WRC

## Auto Bonus
- Ford Focus Versione WRC stagione '99
- Ford Focus alternativa 1 e 2
- Ford Puma Racing
- Ford Sierra Cosworth
- Ford Escort MK1
- Mitsubishi Lancer alternativa 1 e 2
- Mitsubishi Lancer Road Car
- Lancia Stratos
- Peugeot 205 Turbo 16
- Lancia Delta HF Integrale
- Lancia Delta HF Integrale alternativa 1 e 2
- MG Metro 6R4
- Mini Cooper S

## Location e Prove Speciali
| Giorno | Prova    | Ora    | Nome        | Superficie               | Lunghezza | Totale  |
| ------ | -------- | ------ | ----------- | ------------------------ | --------- | ------- |
| 1      | Stage 1  | 06:00  | Mikkeli 1   | 80% sterrato - 20% fango | 5,0 km    | 16,9 km |
| 1      | Stage 2  | 12:00  | Kupio       | 70% sterrato - 30% fango | 4,9 km    | 16,9 km |
| 1      | Stage 3  | 14:00  | Joensuu     | 75% sterrato - 25% fango | 2,0 km    | 16,9 km |
| 1      | Stage 4  | 16:00  | Mikkeli 2   | 86% sterrato - 14% fango | 5,0 km    | 16,9 km |
| 2      | Stage 5  | 06:00  | Kemijarvi 1 | 80% sterrato - 20% fango | 5,0 km    | 20,0 km |
| 2      | Stage 6  | 12:00  | Rovaniemi   | 90% sterrato - 10% fango | 5,0 km    | 20,0 km |
| 2      | Stage 7  | 15:00  | Kittila     | 90% sterrato - 10% fango | 5,0 km    | 20,0 km |
| 2      | Stage 8  | 21:00  | Kemijarvi 2 | 80% sterrato - 20% fango | 5,0 km    | 20,0 km |
| 3      | Stage 9  | 08:00  | Jamsa       | 40% sterrato - 60% fango | 5,1 km    | 7,0 km  |
| 3      | Stage 10 | 12:00  | Tampere     | 50% sterrato - 50% fango | 1,9 km    | 7,0 km  |
| Totale | Totale   | Totale | Totale      | Totale                   | Totale    | 43,9 km |

- Finlandia (10 Stage)
- Grecia (10 Stage + Special Stage)
- Francia (10 Stage)
- Svezia (10 Stage + Special Stage)
- Australia (10 Stage)
- Kenya (10 Stage + Special Stage)
- Italia (10 Stage)
- Regno Unito (10 Stage + Special Stage)

## Accoglienza
- Ufficiale PlayStation Magazine: "La grafica è assolutamente incredibile e il livello di dettaglio è elevatissimo." 9/10
- Game Republic: "Il realismo di questo gioco di guida e la sua giocabilità faranno aumentare il vostro livello di adrenalina, donandovi ore di divertimento." 5/5
- Power Magazine (UK): 10/10
- Computer & Video Games: 5/5
- Arcade Magazine: 5/5